# 丹尼爾·拉費迪
丹尼爾·拉費迪（英語：Daniel Lafferty；1989年4月1日—）是一位北愛爾蘭足球運動員。在場上的位置是左後衛。現效力於愛爾蘭超級足球聯賽球隊德利城 。他也代表北愛爾蘭國家足球隊參賽。

## 外部連結
- 足球数据库：丹尼爾·拉費迪的球员统计数据
- NIFG profile（页面存档备份，存于）
- Irish FA profile